# Tesó-tusa
A Tesó-tusa (eredeti cím: Step Brothers) 2008-ban bemutatott amerikai filmvígjáték, melynek rendezője Adam McKay, producerei Jimmy Miller és Judd Apatow, a forgatókönyvet pedig McKay és John C. Reilly története alapján Will Ferrell és McKay írta. A főszerepben Ferrell, Reilly, Richard Jenkins, Mary Steenburgen, Adam Scott és Kathryn Hahn látható.
A filmet a Sony Pictures Releasing 2008. július 25-én mutatta be, két évvel a Taplógáz: Ricky Bobby legendája után. Mindkét filmben ugyanazok a főszereplők, valamint ugyanaz a produceri és írói csapat szerepel. Általánosságban vegyes véleményeket kapott a kritikusoktól és 128,1 millió dolláros bevételt hozott.

## Cselekmény
Két céltalan, még otthon élő középkorú lúzer akaratuk ellenére arra kényszerül, hogy szobatársak legyenek, amikor a szüleik összeházasodnak.

## Szereplők
| Szerep                | Színész            | Magyar hang     |
| --------------------- | ------------------ | --------------- |
| Brennan Huff          | Will Ferrell       | Kerekes József  |
| Dale Doback           | John C. Reilly     | Háda János      |
| Nancy Huff            | Mary Steenburgen   | Kubik Anna      |
| Dr. Robert Doback     | Richard Jenkins    | Barbinek Péter  |
| Derek Huff            | Adam Scott         | Hevér Gábor     |
| Alice Huff            | Kathryn Hahn       | Zsigmond Tamara |
| Denise                | Andrea Savage      | Törtei Tünde    |
| Tommy Huff            | Lurie Poston       |                 |
| Tiffany Huff          | Elizabeth Yozamp   |                 |
| Chris Gardoski        | Logan Manus        |                 |
| Vörös hajú srác       | Travis T. Flory    |                 |
| 7 éves kislány        | Lili Rose McKay    |                 |
| Nővér                 | Shira Piven        |                 |
| Doktor                | Seth Morris        |                 |
| Vak férfi             | Wayne Federman     |                 |
| TV-riporter           | Maria Quiban       |                 |
| Recepciós             | Danielle Schneider |                 |
| Pam Gringe            | Gillian Vigman     |                 |
| Riporter              | Brian Huskey       |                 |
| Sporttermék menedzser | Seth Rogen         | Tóth Roland     |
| Randy                 | Rob Riggle         | Welker Gábor    |

## Megjelenés
A Tesó-tusa 2008. július 25-én jelent meg az Amerikai Egyesült Államokban.

### Bevétel
A film 3094 moziban nyitott, és 30,9 millió dolláros bevételt hozott. Hazai forgalomban 100 468 793 dollárt, nemzetközi szinten pedig 27 638 849 dollárt keresett, összesen 128 107 642 dollárt termelt.

### Médiakiadás
2008. december 2-án adták ki otthoni videón egylemezes limitált, egylemezes nem limitált és egy kétlemezes nem limitált változatban. Becslések szerint 3,87 millió darabot adtak el DVD-n és Blu-ray-en, összesen 63,7 millió dollár értékben.

## Fordítás
- Ez a szócikk részben vagy egészben  a   Step Brothers (film) című angol Wikipédia-szócikk fordításán alapul.  Az eredeti cikk szerkesztőit annak laptörténete sorolja fel. Ez a jelzés csupán a megfogalmazás eredetét és a szerzői jogokat jelzi, nem szolgál a cikkben szereplő információk forrásmegjelöléseként.